# Gerold Meraner
Gerold Meraner (* 9. März 1940 in Eppan; † 26. August 2023 in St. Pauls) war ein Südtiroler Politiker.
Meraner studierte an den Universitäten Innsbruck, Padua und Urbino Rechtswissenschaften. Während dieser Zeit engagierte er sich in der Südtiroler Hochschülerschaft. Später arbeitete der Mitbegründer und erste Präsident des Südtiroler Tankstellenverbands als selbstständiger Textilkaufmann.
1983 konnte Meraner für die Partei der Unabhängigen (PDU) ein Mandat für den Südtiroler Landtag und damit gleichzeitig den Regionalrat Trentino-Südtirol erringen. 1987 erfolgte die Umwandlung der PDU in die Freiheitliche Partei Südtirols (FPS), für die er 1988 erneut erfolgreich bei den Landtagswahlen kandidierte. 1989 ging die FPS in der Union für Südtirol (UfS) auf. 1991 zog sich Meraner aus der UfS zurück und beendete seine letzte Legislaturperiode bis 1993 als einziges Mitglied der Fraktion der Unabhängigen.